# Herbstgold
Herbstgold ist ein deutscher Dokumentarfilm des deutschen Regisseurs Jan Tenhaven, gedreht in den Jahren 2007 bis 2009. Produziert wurde der Film von der Gebrüder Beetz Filmproduktion in Koproduktion mit Navigator Film Wien, dem WDR, dem NDR und in Zusammenarbeit mit ARTE. Seine Weltpremiere hatte der Film am 4. Mai 2010 auf dem Hot Docs Canadian International Documentary Festival in Toronto. Im selben Jahr lief der Film in Deutschland und Österreich im Kino.
Die Deutsche Film- und Medienbewertung (FBW) hat Herbstgold das Prädikat „Besonders wertvoll“ verliehen.

## Inhalt
Der Film erzählt die lebensbejahende Geschichte von fünf alten Menschen aus ganz Europa, die als gemeinsames Ziel die Leichtathletik-Weltmeisterschaften der Senioren im finnischen Lahti verbindet. Die größte Herausforderung ist ihr hohes Alter. Die potentiellen Weltmeister waren zwischen 80 und 100 Jahre alt, ältester der fünf war Alfred Proksch (1908–2011) aus Wien, der in Wurfmeisterschaften antrat. Mit Ehrgeiz, Humor und Selbstironie kämpfen sie gegen ihre eigene Vergänglichkeit an. Außer ihm wurde noch jeweils zwei Frauen und Männer porträtiert. Die Frauen waren Gabre Gabric (1917–2015), 1936 Olympiateilnehmerin für Italien im Diskuswerfen, und die in Kiel lebende Deutsche Ilse Pleuger (* 1923), die im Kugelstoßen und Diskuswerfen antrat. Die beiden anderen Männer waren der deutsch-schwedische Sprinter Herbert Liedtke (1916–2014), Europarekordler über 400 m in der Altersklasse über 85 Jahren, und der Tscheche Jiří Soukup (* 1927), der im Hochsprung antrat.

## Auszeichnungen und Nominierungen
- 2010: Filmmakers Award Hot Docs Canadian International Documentary Festival, Toronto, Kanada
- 2010: Audience Top Ten Favourite Hot Docs Canadian International Documentary Festival, Toronto, Kanada
- 2010: Audience Award Berlin & Beyond Film Festival, San Francisco, Vereinigte Staaten
- 2010: DOC U Award (Youth Jury) International Documentary Film Festival Amsterdam, Niederlande
- 2010: Grand Prize of the Jury International Documentary Film Festival Guangzhou, China
- 2011: Audience Award One World Human Rights International Documentary Film Festival Prag, Tschechien
- 2011: Audience Award Antenna International Documentary Film Festival, Sydney, Australien
- 2011: Audience Award Verzio Human Rights International Documentary Film Festival, Budapest, Ungarn
- 2011: Audience Award One World Slovakia Film Festival Bratislava, Slowakei
- 2011: Special Jury Award E-Dox Film Fiesta, Litauen
- 2011: Nominierung German Documentary Film Award
- 2011: Nominierung German Camera Award
- 2012: Lobende Erwähnung: Docudays Ukraine Human Rights Film Festival, Kiew, Ukraine
- 2013: Grand Prix International Sports Film Festival Zlatibor, Serbien

## Rezeption
- Der Focus schreibt: „Regisseur Tenhaven wirft einen neugierigen, aber auch respektvollen Blick in die Welt des Seniorensports. Er porträtiert Menschen, die es auf der Zielgeraden des Lebens noch einmal richtig wissen wollen und mit Ehrgeiz der eigenen Vergänglichkeit trotzen. Tenhavens Film ist eine gelungene Hommage an das Leben und die rüstigen Sportler, die noch viel vor haben.“[7]